# UUEncode
UEncode és un alfabet de caràcters que prové del nom donat a l'algorisme UUEncoding, que significa codificació d'UNIX a UNIX (en anglès UNIX to Unix Encoding). L'algorisme UUEncoding és un algorisme de codificació que transforma codi binari en text. Concretament, l'entrada és un bloc d'octets de 8 bits (generalment un fitxer binari), i la sortida un bloc text (ASCII de 7-bits), de diverses línies amb salts de línia LF o CR-LF i caràcters de text estàndard pertanyents a l'alfabet UEncode. Serveix, doncs, per a convertir fitxers binaris en fitxers amb caràcters ASCII de 7-bits. Aquests caràcters ASCII són bons candidats per a ser enviats per correu electrònic a un altre equip, el fitxer un cop rebut, es torna a convertir en el fitxer binari original.